# Заград (Бенковац)
Заград је насељено мјесто у Равним Котарима, у сјеверозападној Далмацији. Припада граду Бенковцу, у Задарској жупанији, Република Хрватска.

## Географија
Налази се око 9 км западно од Бенковца.

## Историја
Као и остатак бенковачког краја, Заград је 1991. припао Републици Српској Крајини. У операцији Олуја 1995. године, Заград је напустило српско становништво, и до данас их се мали број вратио.

## Становништво
Прије грађанског рата у Хрватској, Заград је био национално мјешовито село; по попису из 1991. године, Заград је имао 426 становника, од тога 260 Срба и 162 Хрвата. По попису становништва из 2001. године, Заград је имао 103 становника, од чега су 81 Хрвати а 21 Срби. Заград је према попису становништва из 2011. године имао 85 становника.
| Националност       | 2001. | 1991. |
| Срби               | 21    | 260   |
| Хрвати             | 81    | 162   |
| Југословени        | ―     |       |
| остали и непознато | 1     | 4     |
| Укупно             | 103   | 426   |

| Демографија | Демографија | Демографија |
| Година      | Становника  | Становника  |
| ----------- | ----------- | ----------- |
| 1961.       | 332         |             |
| 1971.       | 329         |             |
| 1981.       | 497         |             |
| 1991.       | 426         |             |
| 2001.       | 103         |             |
| 2011.       |             | 85          |

## Попис 1991.
На попису становништва 1991. године, насељено место Заград је имало 426 становника, следећег националног састава:
| Попис 1991.‍  | Попис 1991.‍  | Попис 1991.‍ | Попис 1991.‍ | Попис 1991.‍ |
| ------------ | ------------ | ----------- | ----------- | ----------- |
|              |              |             |             |             |
| Срби         | Срби         |             | 260         | 61,03%      |
| Хрвати       | Хрвати       |             | 162         | 38,02%      |
| Македонци    | Македонци    |             | 1           | 0,23%       |
| Црногорци    | Црногорци    |             | 1           | 0,23%       |
| неопредељени | неопредељени |             | 1           | 0,23%       |
| непознато    | непознато    |             | 1           | 0,23%       |
| укупно: 426  |              |             |             |             |

## Презимена
- Допуђ — Православци
- Иванежа — Православци
- Муњес — Православци
- Стијеља — Православци
- Субашић — Православци[4]
- Марић — Римокатолици
- Чачић — Римокатолици